# Göta livgardes detachement i Vaxholm
Göta livgardes detachement i Vaxholm, även känt som Göta livgardes fästningsbataljon (I 2 V), var ett infanteriförband inom svenska armén som verkade åren 1928–1939. Förbandsledningen var förlagd i Vaxholms garnison på Rindö.

## Historia
Genom försvarsbeslutet 1925 beslutades att Vaxholms grenadjärregemente skulle upphöra som självständigt förband och reducerades den 1 januari 1928 till ett detachement ingående i Göta livgarde. Detachementet utgjordes av Göta livgardes I. bataljon, med namnet Göta livgardes fästningsbataljon. Även om bataljonen var en del av Göta livgarde, så utgjorde en majoritet av dess befälkårer av personal från det upplösta Vaxholms grenadjärregemente, bland annat dess första chef.
Inför 1936 års försvarsbeslut föreslog regeringen för riksdagen att Göta livgardes detachement i Vaxholm samt
Svea ingenjörkårs kustingenjörkompani i Vaxholm skulle indragas. Riksdagen antog dock aldrig regeringens förslag, utan istället antogs oppositionens motion, vilket egentligen inte skilde sig nämnvärt från regeringens förslag om att avveckla och upplösa Göta livgardes detachement i Vaxholm. Detachementet och bataljonen kom därmed att avvecklas den 30 september 1939.

## Verksamhet
Fästningsbataljon sorterade under två skilda myndigheter, för administration och utbildning ansvarade sekundchefen för Göta livgarde, för krigsplanläggning och mobiliseringstjänst svarade kommendanten för Vaxholms fästning. Bataljonens hade en särställning gentemot övriga delar av dess moderförband, då bataljonen hade en från regementet en helt fristående mobiliseringsavdelning. Bataljonens fredsuppgift var att utbilda infanteribesättning för Vaxholms fästning. Bataljonens krigsuppgift var att verka från Arholma i norr till Landsort i söder, därmed hade man en specialinriktad uppgift, helt skild från vanlig infanteritjänst, med en karaktär av ett slags skärgårdsinfanteri som motsvarar de senare kustjägarförbanden vid kustartilleriet.

### Ingående enheter
Detachementet var Göta livgardes I. bataljon och bestod av en bataljonsstab, livkompaniet, 2. kompaniet och kulsprutekompaniet.

## Förläggningar och övningsplatser
Kasernetablissementet som detachementet förlades till var ursprungligen uppfört till Vaxholms grenadjärregemente. Regementsbebyggelsen på Rindö stod klar 1907 och uppfördes efter Erik Josephsons typritningar för infanteriet. Och precis som kustartilleriets kaserner var kasernerna uppförda i endast tre våningar, vilket berodde på fortifikatoriska skäl.
Efter att detachementet upplöstes 1939, så stod kasernetablissementet tomt fram till 1941, då det blev en del av Vaxholms kustartilleriregemente kasernetablissement. Samtliga kaserner inom kasernetablissementet uppfördes på grund av fortifikatoriska skäl endast i tre våningar. Genom försvarsbeslutet 2004 beslutades att Försvarsmakten skulle avveckla och lämna kasernetablissementet på Rindö. Istället skulle verksamheten omlokaliseras till Berga i Haninge kommun. Avvecklingen av kasernetablissementet påbörjades den 1 januari 2005 och avslutades den 30 juni 2006. Den 1 juli 2006 övergick hela kasernetablissementet till Vasallen, som har sedan dess utvecklat det till ett bostadsområde.

## Förbandschefer
Förbandschefen titulerades detachementschef och hade tjänstegraden överstelöjtnant.´

- 1928–1929: Överstelöjtnant Hjalmar Fahlström
- 1929–1933: Överstelöjtnant Ivar Broman
- 1933–1937: Överstelöjtnant Justus Holmgren
- 1937–1939: Överstelöjtnant Eric Grill

## Namn, beteckning och förläggningsort
| Kungl. Göta livgardes fästningsbataljon | 1928-01-01 | – | 1939-09-30 |

| I 2 V | 1928-01-01 | – | 1939-09-30 |

| Vaxholms garnison (F) | 1928-01-01 | – | 1939-09-30 |

## Galleri

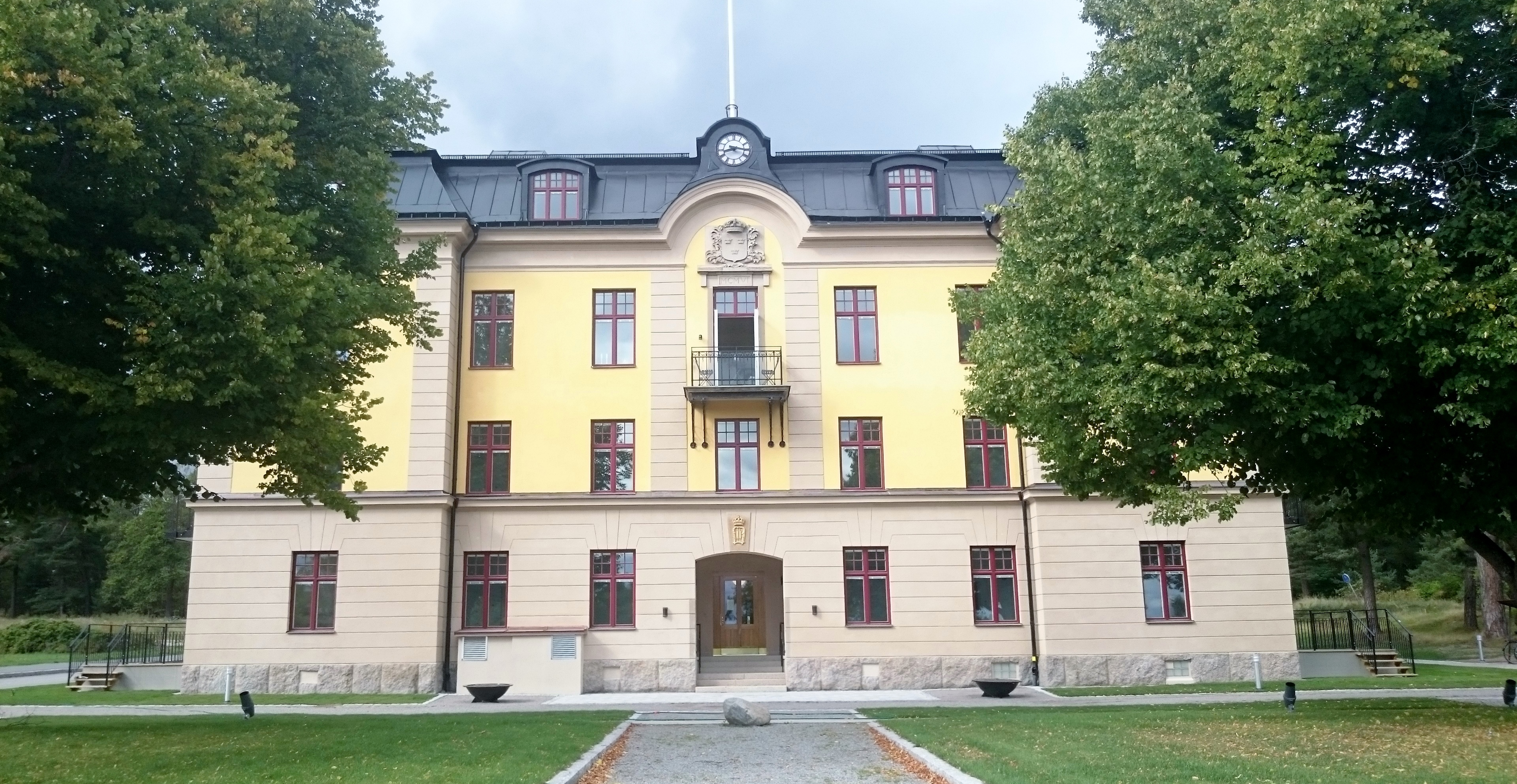
Regementets före detta kanslihus på Rindö.
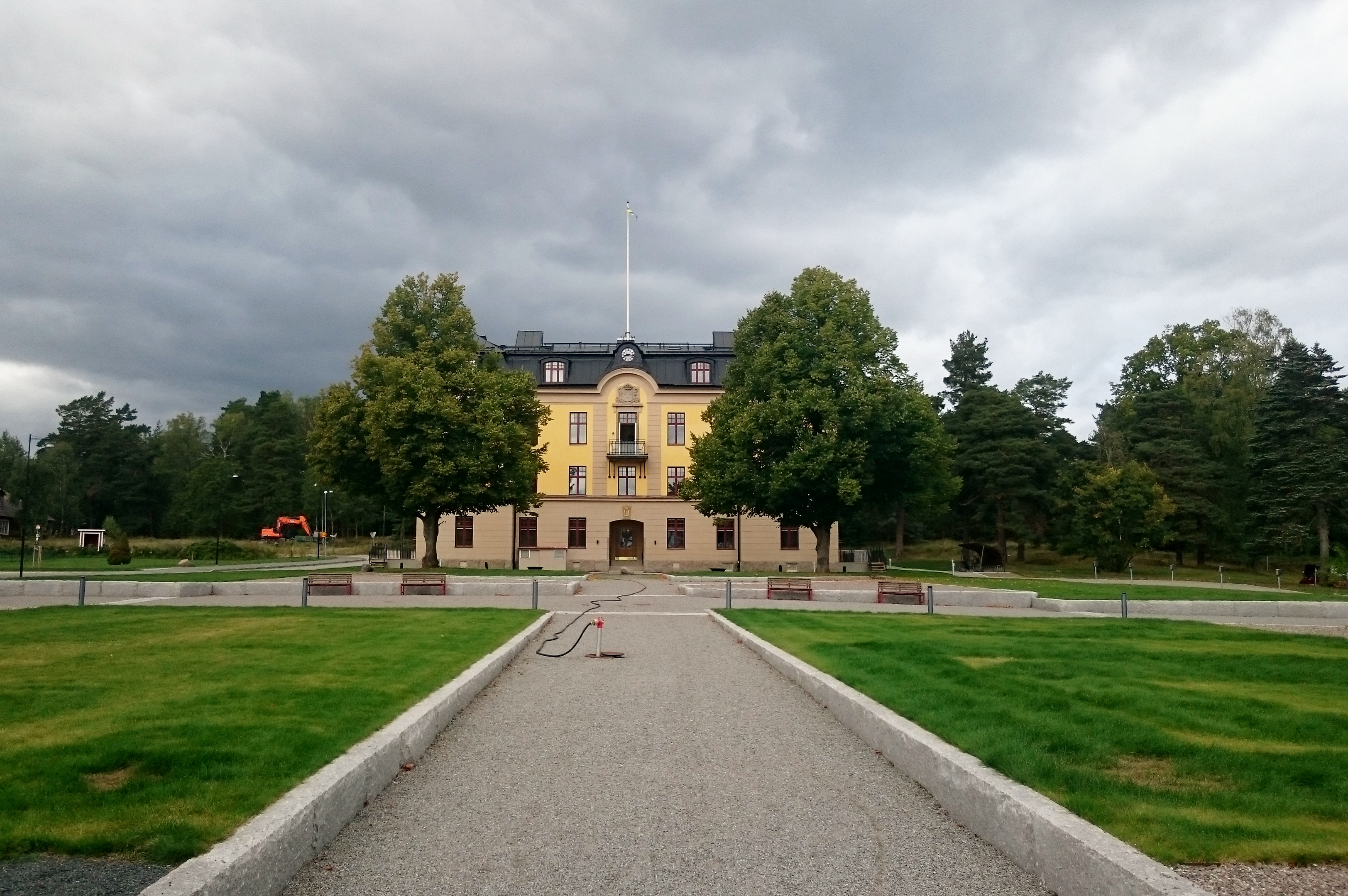
Regementets före detta kanslihus på Rindö.
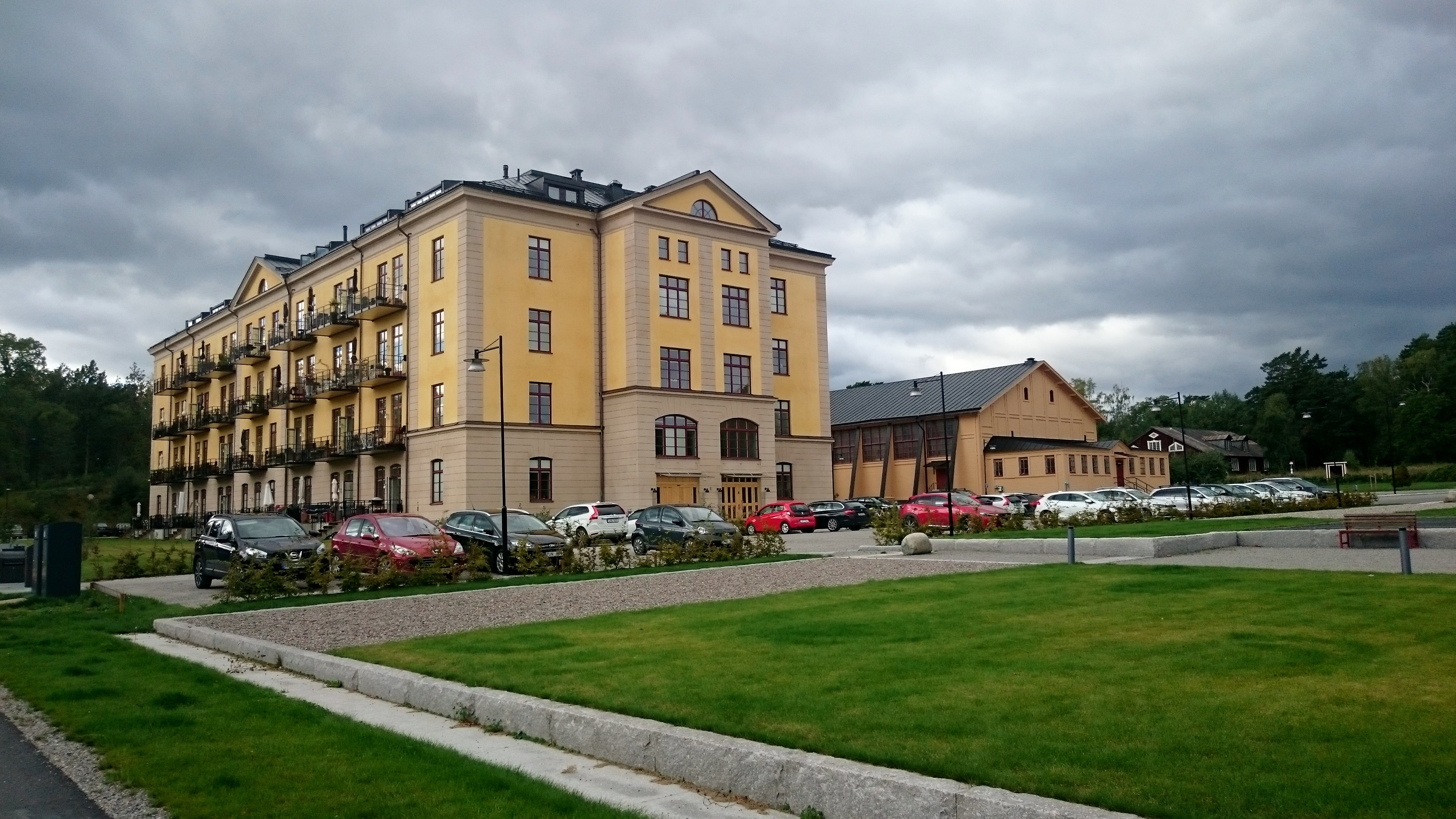
Kasern vid regementes före detta kasernområde på Rindö.
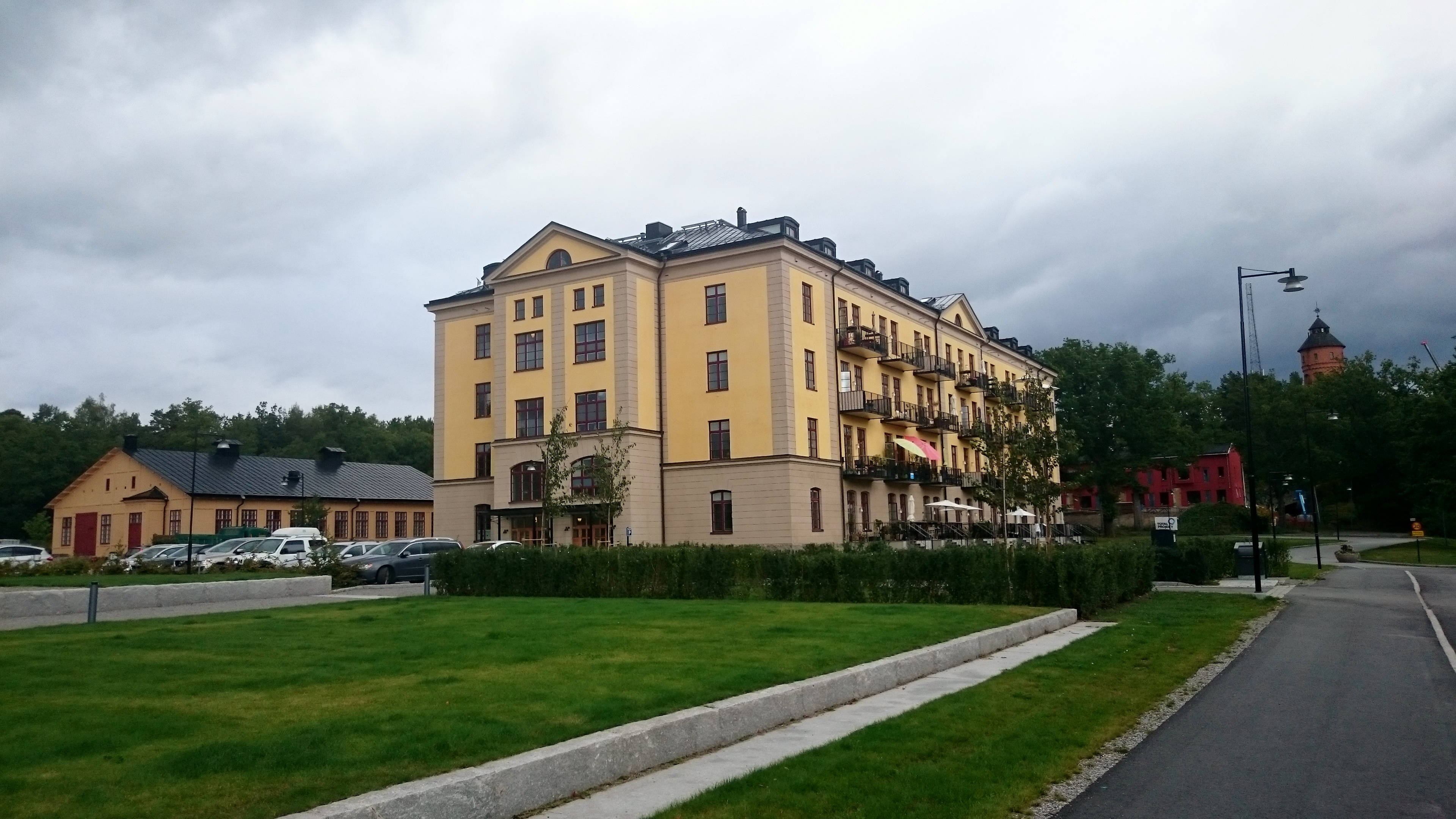
Kasern vid regementes före detta kasernområde på Rindö.
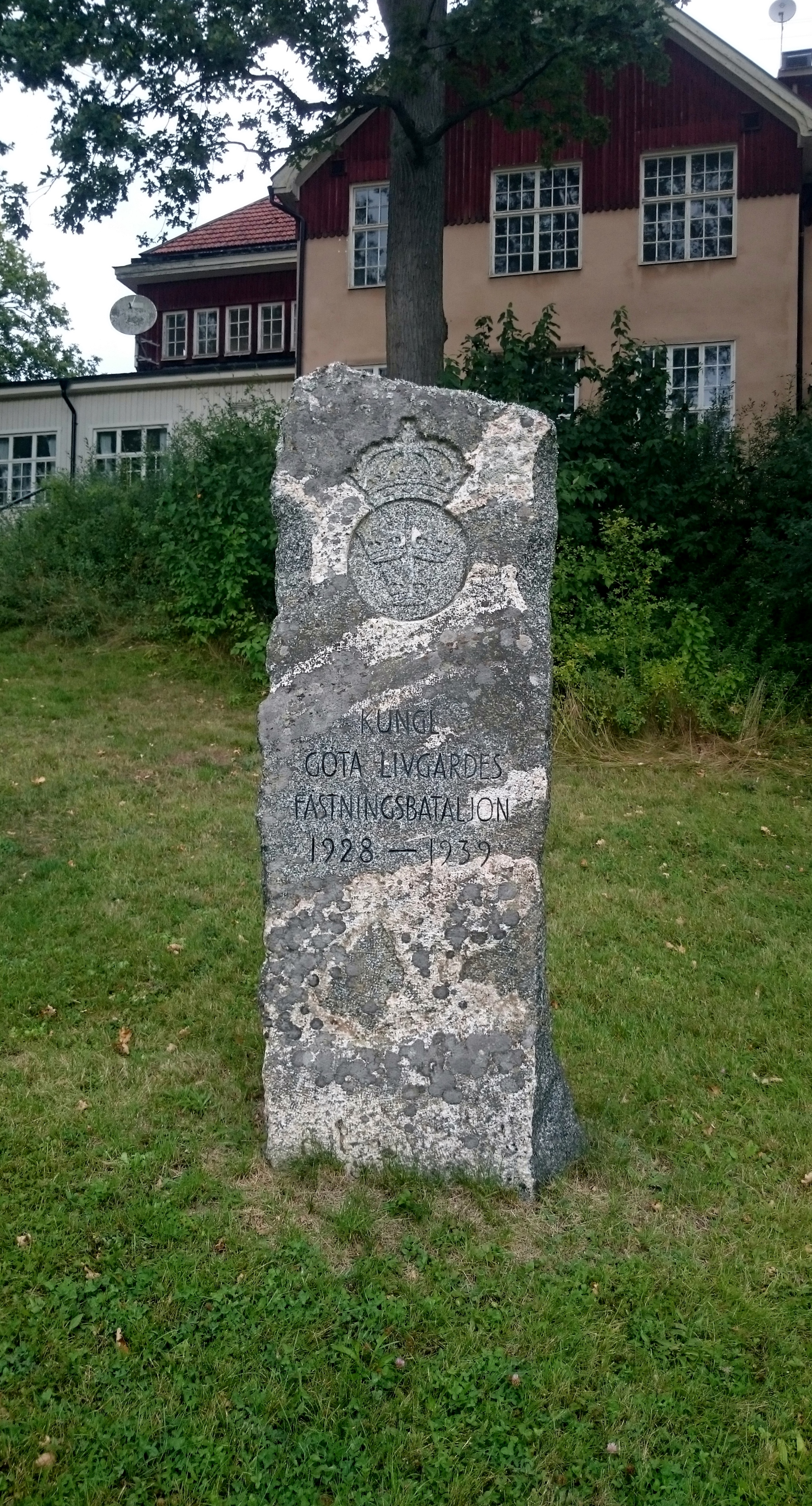
Minnessten för fästningsbataljonen